# Szabó Albert (mecénás)
Szabó Albert (Nyitra, 1858 – Arad, 1929. május 1.) nagykereskedő, főtisztviselő, mecénás.

## Életútja
Bécsben reáliskolát végzett, műegyetemi és kereskedelmi tanulmányokat folytatott. 1892-ben üveg-nagykereskedést alapított Aradon. Az első világháború előtt az Alkotmánypártban játszott politikai szerepet, ugyanakkor a város törvényhatóságának is tagja. 1917-ben az Aradi Hírlap egyik alapítója. A kultúra lelkes támogatója volt, házában (amelyben Arad egyik leghíresebb fotóstúdiója is működött) megfordultak a magyar művelődési élet Aradra látogató jeles személyiségei.